# Maakri

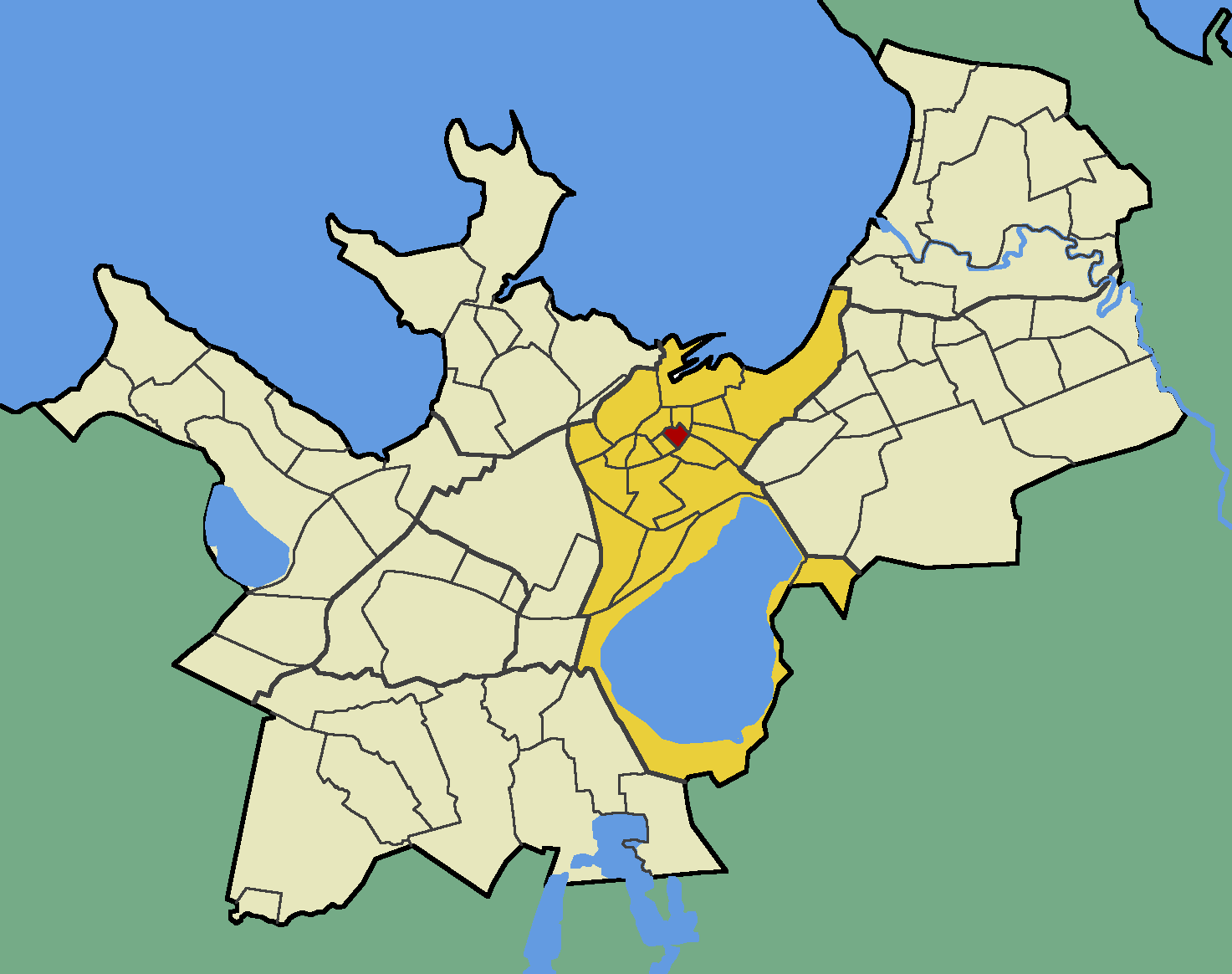
Der Bezirk Maakri (rot) im Tallinner Stadtteil Kesklinn (gelb)

Maakri ist ein Bezirk (estnisch asum) der estnischen Hauptstadt Tallinn. Er liegt im Stadtteil Kesklinn („Innenstadt“).

## Beschreibung
Maakri hat 915 Einwohner (Stand 1. Mai 2010).
Nach Wiedererlangung der estnischen Unabhängigkeit entstand in Maakri ab Anfang der 1990er Jahre mit dem Bau zahlreicher moderner Hochhäuser das Wirtschafts- und Finanzzentrum der estnischen Hauptstadt.

## Spitalkirche zu St. Johann
In dem Bezirk liegt auch die historische Spitalkirche zu St. Johann (estnisch Jaani Seegi kirik). Das Aussätzigenspital von Tallinn (lateinisch domus fratrum leprosorum sancti Johannis, niederdeutsch Sankt Johannis sekenhus) wurde bereits 1237 in einer Urkunde Wilhelm von Modenas erwähnt. Spätestens im 14. Jahrhundert entstand die zugehörige Kapelle.
1559 wurden die Kirche und die Wohltätigkeitsanstalt während des Livländischen Kriegs zerstört, allerdings 1648 Spital und Kirche wieder aufgebaut. 1724 wurde die Kirche vergrößert und 1781 der Glockenturm über dem Giebel der Westwand renoviert. Die beiden Glocken stammen von 1619 und 1731.
Der Grundriss der Kirche ist trapezförmig. Im Gegensatz zu den meisten christlichen Kirchen ist das Gotteshaus nicht von Westen nach Osten, sondern von Südosten (Eingang) nach Nordwesten (Altar) ausgerichtet. Das Äußere und Innere der Kirche ist bescheiden gehalten.
Seit Anfang der 1990er Jahre gehört die Kirche zur Tallinner Gemeinde der Armenischen Apostolischen Kirche.

## Bilder

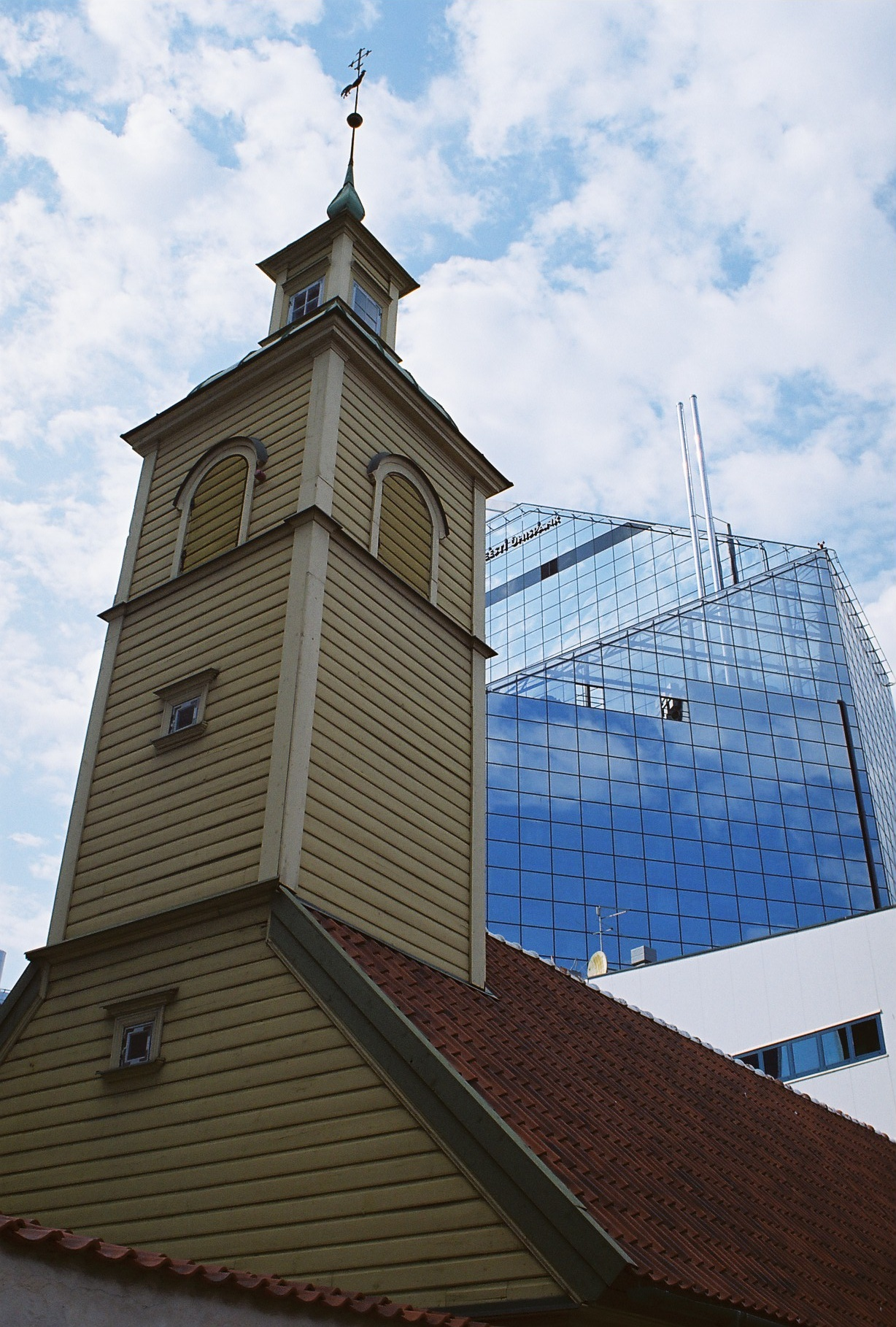
Die ehemalige Spitalkirche zu St. Johann aus dem 17. Jahrhundert
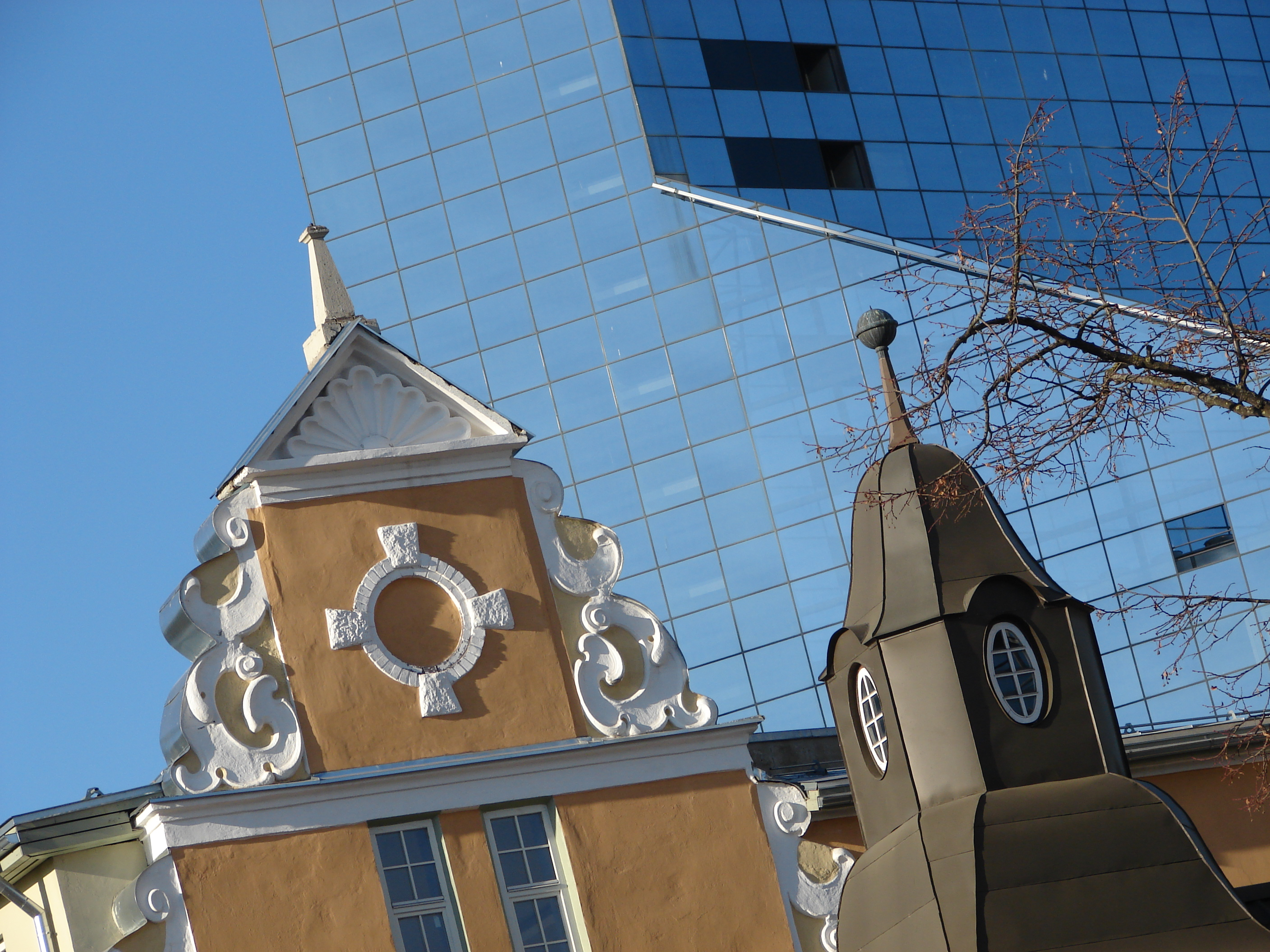
Alte und neue Architektur in Maakri
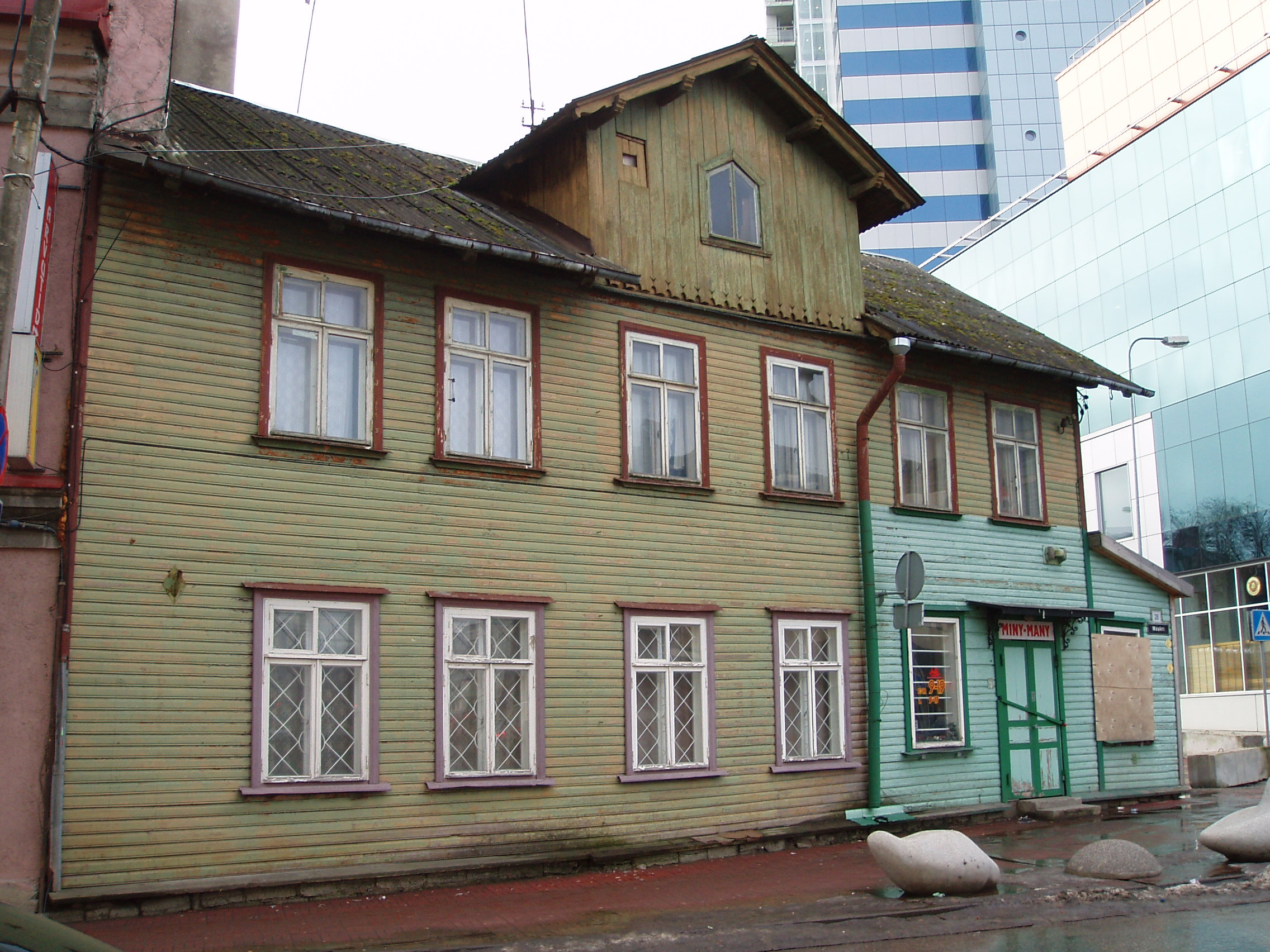
Ehemaliges Café Miny-Many in der Maakri-Straße 26
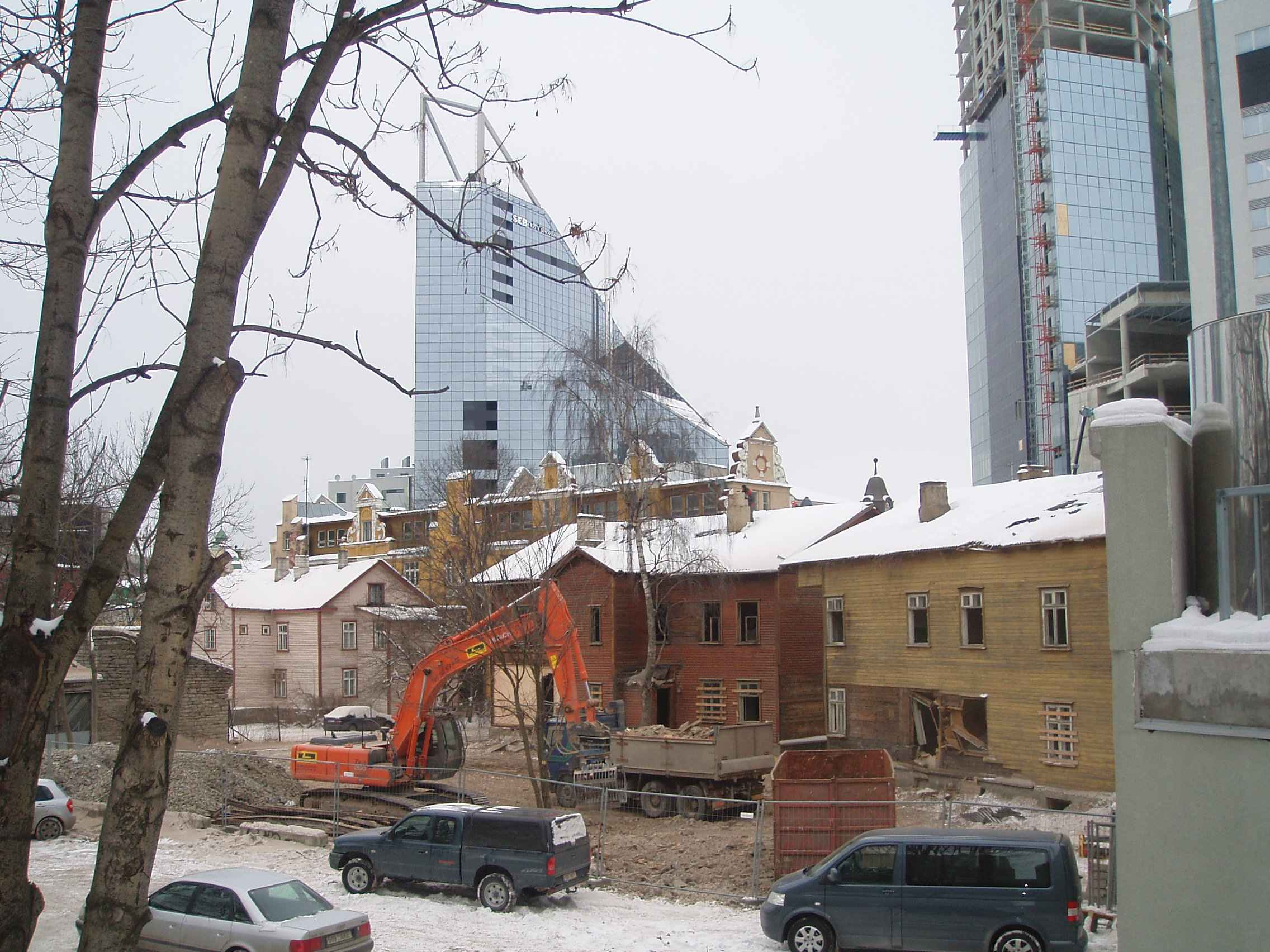
Historische deutsche Holzhäuser in der Makerstraße werden abgerissen
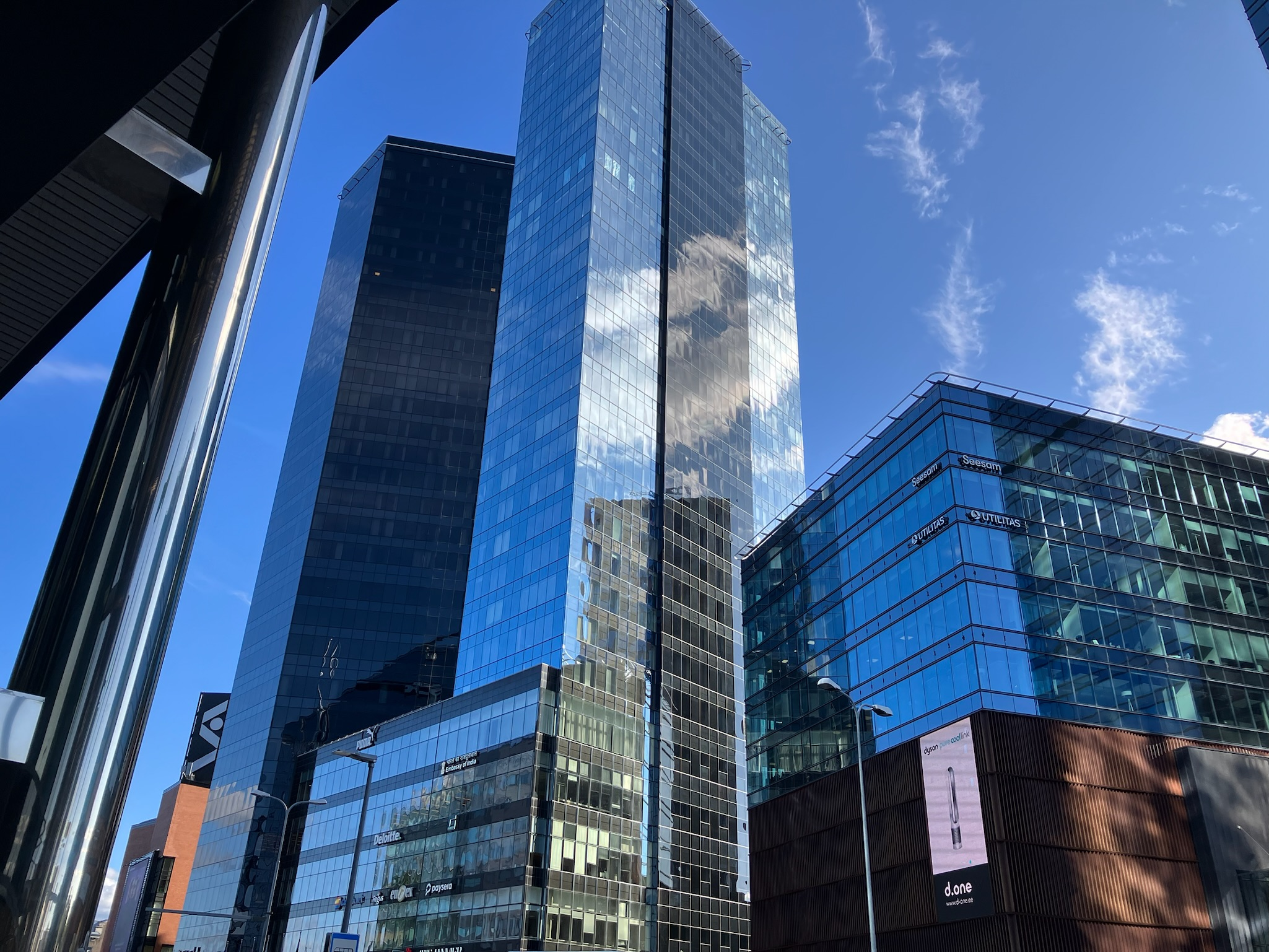
Moderne Hochhäuser